# 布拉德·弗里德尔
布拉德·弗里德尔（英語：Brad Friedel，1971年5月18日—）是一位美國職業足球員，擔任守門員，現已退役。
費度是一名德裔美國人，曾代表美國參賽三屆世界盃，為國家隊上陣82場。費度現時保持連續310場英超聯賽上陣紀錄，效力布力般流浪，阿士東維拉及熱刺三間球會時連續8個球季英超聯賽全部比賽38場都有上陣，直到2012年10月7日由法國門將洛里斯擔任熱刺正選門將終止。費度亦是阿士東維拉歷來最年長的上陣球員，於2011年2月1日作客曼聯以39歲另257日刷新記錄，他最後一仗為維拉在5月22日上陣主場1-0擊敗利物浦時年40歲另4日。
於季後約滿的費度在2011年6月3日同意轉投熱刺，簽約兩年。

## 外部連結
- 足球数据库：費度的球员统计数据